# Bruce Boxleitner
Bruce Boxleitner (Elgin, Illinois, 12 de maio de 1950) é um ator e escritor de ficção científica e suspense norte-americano.
Ele é conhecido pelo personagem John Sheridan na série de televisão Babylon 5. Atuou também como os personagens Alan Bradley e Tron no filme da Disney Tron, reprisando o papel na sequência de 2010, Tron: Legacy e na série animada Tron: Uprising. Integrou o filme do telefilme de 2019, Holiday Date.